# Nova Prata
Nova Prata là một đô thị thuộc bang Rio Grande do Sul, Brasil. Đô thị này có diện tích 258,752 km², dân số năm 2007 là 22257 người, mật độ 86,02 người/km².